# 800 Words
800 Words è una serie televisiva australiana-neozelandese trasmessa dal 25 settembre 2015 sul canale australiano Seven Network e dal 5 novembre 2015 su quello neozelandese TVNZ 1.

## Trama
George Turner è un editorialista popolare che lavora per il giornale più venduto di Sydney, scrivendo una rubrica settimanale che deve essere composta esattamente da 800 parole. Dopo la morte di sua moglie, compra su internet una casa in una piccola città di mare in Nuova Zelanda, Weld, dove i suoi genitori lo portavano in vacanza da bambino. Deve quindi dare la notizia ai suoi due figli adolescenti, Shay e Arlo. Ma i vivaci e curiosi abitanti di Weld assicurano a Turner che il suo sogno di ricominciare da capo non è poi così difficile da realizzare.

## Episodi
| Stagione         | Episodi | Prima TV Australia | Prima TV Italia |
| ---------------- | ------- | ------------------ | --------------- |
| Prima stagione   | 8       | 2015               | 2018            |
| Seconda stagione | 16      | 2016-2017          | 2018            |
| Terza stagione   | 16      | 2017-2018          | 2019            |

## Personaggi e interpreti

### Personaggi principali
- George Turner, interpretato da Erik Thomson, doppiato da Francesco Prando.
- Shay Turner, interpretata da Melina Vidler, doppiata da Ludovica Bebi.
- Arlo Turner, interpretato da Benson Jack Anthony, doppiato da Mirko Cannella.
- Woody, interpretato da Rick Donald, doppiato da Daniele Raffaeli un costruttore australiano che si trasferì a Weld per il surf.
- Jan, interpretata da Bridie Carter, doppiata da Eleonora De Angelis. Ex capo ed editore di George a Sydney
- Tracey, interpretata da Emma Leonard, doppiata da Rossella Acerbo. Un'espatriata australiano e insegnante di forma di Shay e Arlo alla Weld High School
- Fiona, interpretata da Michelle Langstone, doppiata da Sabrina Duranti. La proprietaria-operatore del Weld Boat Club e un autista di ambulanza volontario
- Katie, interpretata da Anna Jullienne, doppiata da Emanuela D'Amico. L'artista parzialmente maori e proprietaria della galleria di arti e mestieri di Weld
- Hannah, interpretata da Cian Elyse White, doppiata da Roberta De Roberto. Una surfista che lavora part-time al Weld Boat Club e al negozio di surf locale, padre Zac e ha due fratellastri Ike e Billy

### Personaggi ricorrenti
- Monty McNamara, interpretato da Jonathan Brugh, doppiato da Vittorio Guerrieri.un agente immobiliare che ha venduto a George la sua nuova casa a Weld e un pompiere volontario.
- Bill "Big Mac" McNamara, interpretato da Peter Elliott, doppiato da Dario Oppido. il perno finanziario di Weld e padre di Bill Jr, Monty e Robbie.
- Bill McNamara, Jr., interpretato da Paul Glover, doppiato da Luca Graziani. Padre di Lindsay e Jared, ed è idraulico di Weld
- Lindsay McNamara, interpretata da Manon Blackman, doppiata da Giulia Tarquini.
- Siouxsie, interpretata da Olivia Tennet, doppiata da Simona Chirizzi. Figlia e segretaria di Monty.
- Tom, interpretato da John Leigh, doppiato da Pierluigi Astore.Ufficiale di polizia e fotografo di Weld
- Ike, interpretato da Alex Tarrant, doppiato da Alessandro Campaiola. Uno dei figli di Zac, ha una sorrelastra Hannah e un fratellastro Billy e ama Shay.
- Billy, interpretato da Reon Bell, doppiato da Francesco Ferri. Il figlio di Katie e Zac,ha una sorrelastra Hannah e un fratellastro Ike, amico di Arlo
- Zac, interpretato da Rob Williams, doppiato da Riccardo Scarafoni. Ex partner di Katie e padre di Ike, Hannah e Billy
- Brenda, interpretata da Renee Lyons, doppiata da Maura Cenciarelli.
- Sean, interpretato da Jesse Griffin, doppiato da Stefano Billi.
- Smiler, interpretato da David Fane, doppiato da Roberto Fidecaro.
- Laura Turner, interpretata da Tandi Wright, doppiata da Emilia Costa.
- Gloria (stagioni 2-3), interpretata da Jackie van Beek, doppiata da Daniela D'Angelo.
- Robert "Robbie" McNamara (stagioni 2-3), interpretato da Millen Baird, doppiato da Massimo De Ambrosis.
- Terry Turner (stagioni 2-3), interpretato da Ditch Davey, doppiato da Alberto Angrisano. Il fratello minore di George, che è un cuoco
- Emma (stagioni 2), interpretata da Jamaica Vaughan, doppiata da Sara Labidi.
- Poppy (stagione 3) interpretata da Jessica Redmayn. La figlia di 16 anni di Woody.
- Ngahuia (stagione 3) Ex di Zac e madre di Ike

## Produzione
La serie è stata annunciate per la prima volta il 29 ottobre 2014. Le riprese della serie sono iniziate il 2 marzo 2015.
Il 19 ottobre 2015, Seven Network e South Pacific Pictures hanno rinnovato la serie per una seconda stagione, composta da 16 episodi, trasmessa in due parti dal 23 agosto 2016 al 21 marzo 2017. Il 24 gennaio 2017, viene rinnovata anche per una terza stagione, sempre composta da 16 episodi e sempre divisa da due parti: la prima è stata trasmessa dal 12 settembre al 24 ottobre 2017, mentre la seconda è andata in onda dal 14 agosto al 2 ottobre 2018.
Il 17 agosto 2018, la serie è stata cancellata dopo tre stagioni.

## Distribuzione internazionale
La serie ha esordito in Australia il 15 settembre 2015 su Seven Network e in Nuova Zelanda il 5 novembre 2015 su TVNZ 1. Negli Stati Uniti, la serie è trasmessa su Acorn TV dal 2016 e su PBS dal marzo 2017. In Finlandia è approdata su Yle TV1 nel giugno 2017. Nel Regno Unito, le prime due stagioni sono andate in onda BBC One nell'aprile e maggio 2018. In Italia, la serie è trasmessa su Fox Life dal 25 giugno 2018.

### Home video
La prima stagione insieme alla parte uno e due della seconda stagione sono disponibili su iTunes in Australia.
| Titolo                        | Dettagli                  | Data di pubblicazione | Data di pubblicazione | Data di pubblicazione | Data di pubblicazione | Contenuti speciali |
| Titolo                        | Dettagli                  | Regione 1             | Regione 2             | Regione 4             | Regione 4             | Contenuti speciali |
| Titolo                        | Dettagli                  | Regione 1             | Regione 2             | Australia             | Nuova Zelanda         | Contenuti speciali |
| ----------------------------- | ------------------------- | --------------------- | --------------------- | --------------------- | --------------------- | ------------------ |
| 800 Words                     | - Dischi: 2 - Episodi: 8  | 13 dicembre 2016      | 31 dicembre 2017      | 4 novembre 2015       | 18 dicembre 2015      | - Dietro le quinte |
| 800 Words – Season 2 Volume 1 | - Dischi: 2 - Episodi: 8  | 18 aprile 2017        | n/a                   | 12 ottobre 2016       | n/a                   | - Dietro le quinte |
| 800 Words – Season 2 Volume 2 | - Dischi: 2 - Episodi: 8  | 22 agosto 2017        | n/a                   | 5 aprile 2017         | n/a                   | - Dietro le quinte |
| 800 Words – Season 2          | - Dischi: 4 - Episodi: 16 | n/a                   | 31 dicembre 2018      | n/a                   | 11 maggio 2017        |                    |
| 800 Words – Season 3 Volume 1 | - Dischi: 2 - Episodi: 8  | TBA                   | TBA                   | 7 marzo 2018          | TBA                   |                    |

## Remake
Dall'8 gennaio 2018, sul canale olandese SBS6, viene trasmesso un remake intitolato Zomer in Zeeland. La serie vede come protagonisti Daniël Boissevain nei panni di Sjors Mulder, Pip Pellens come sua figlia Fenna Mulder e Tonko Bossen nel ruolo di suo figlio Jurgen Mulder. Il remake segue la stessa trama, ma cambia l'ambientazione nella provincia olandese della Zelanda, da cui prende il nome lo stato della Nuova Zelanda.